# 브라이텐바흐 (라인란트팔츠주)
브라이텐바흐(독일어: Breitenbach)는 독일 라인란트팔츠주에 위치한 도시로 면적은 8.89km2, 높이는 364m, 인구는 1,826명(2015년 12월 31일 기준), 인구 밀도는 210명/km2이다.

시 문장